# Мирошников, Иван Иванович (Герой Социалистического Труда)
Иван Иванович Мирошников (1910 год, аул Мерке, Туркестанский край — дата и место смерти не известны) — передовик сельскохозяйственного производства, бригадир тракторной бригады Меркенской МТС Джамбулской области, Казахская ССР. Герой Социалистического Труда (1948).

## Биография
Родился в 1910 году в крестьянской семье в ауле Мерке Туркестанского края (сегодня — Меркенский район Жамбылской области). В 1930 году начал свою трудовую деятельность рядовым колхозником в колхозе «Новый путь». В 1935 году окончил курсы трактористов. Участвовал в Великой Отечественной войне. После демобилизации в декабре 1945 года возвратился в родной аул, где стал работать трактористом на Меркенской МТС. В августе 1946 года назначен бригадиром трактористов.
В 1946 году бригада, руководимая Иваном Мирошниковым, собрала в среднем по 506 центнеров сахарной свеклы с каждого гектара. За эти выдающиеся трудовые достижения был удостоен в 1948 году звания Герой Социалистического Труда.

## Награды
- Герой Социалистического Труда — указом Президиума Верховного Совета СССР от 28 марта 1948 года
- Орден Ленина